# Kefersteinia lacerata
Kefersteinia lacerata là một loài thực vật có hoa trong họ Lan. Loài này được Fowlie mô tả khoa học đầu tiên năm 1968.